# Пласідо Кастро

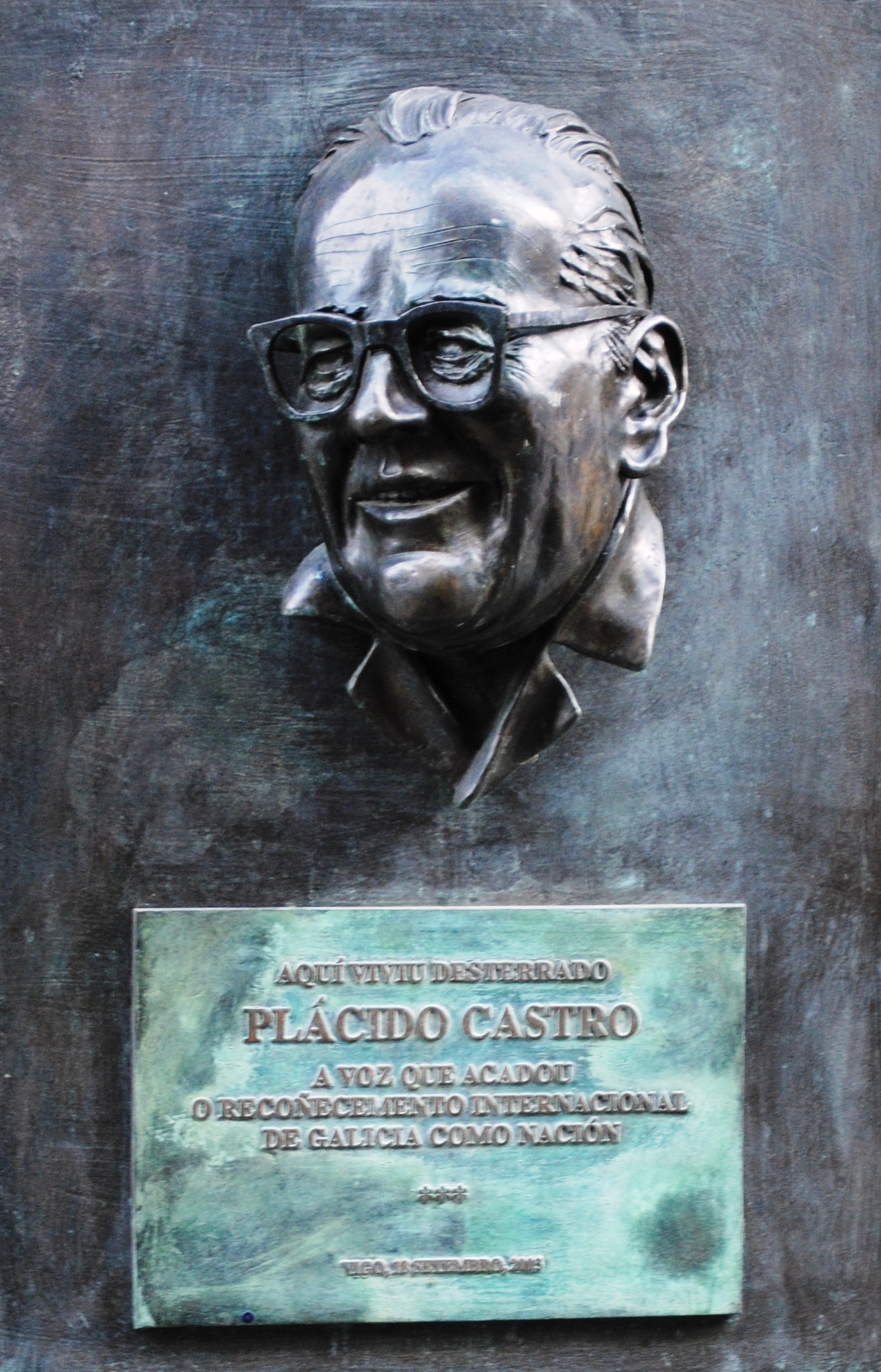
Меморіальна дошка на будинку Banca Viñas-Aranda на вулиці Реконкіста у Віго.

Пласідо Рамон Кастро дель Ріо, народився в Коркубіоні 25 січня 1902 року та помер у Камбадосі 17 липня 1967 року, був галісійським письменником, журналістом і перекладачем. Був провідною фігурою міжвоєнного галегізму (національного руху Галісії), а також активним діячем галісійської культури в діаспорі під час свого перебування у Сполученому Королівстві після громадянської війни в Іспанії.

## Життєвий шлях

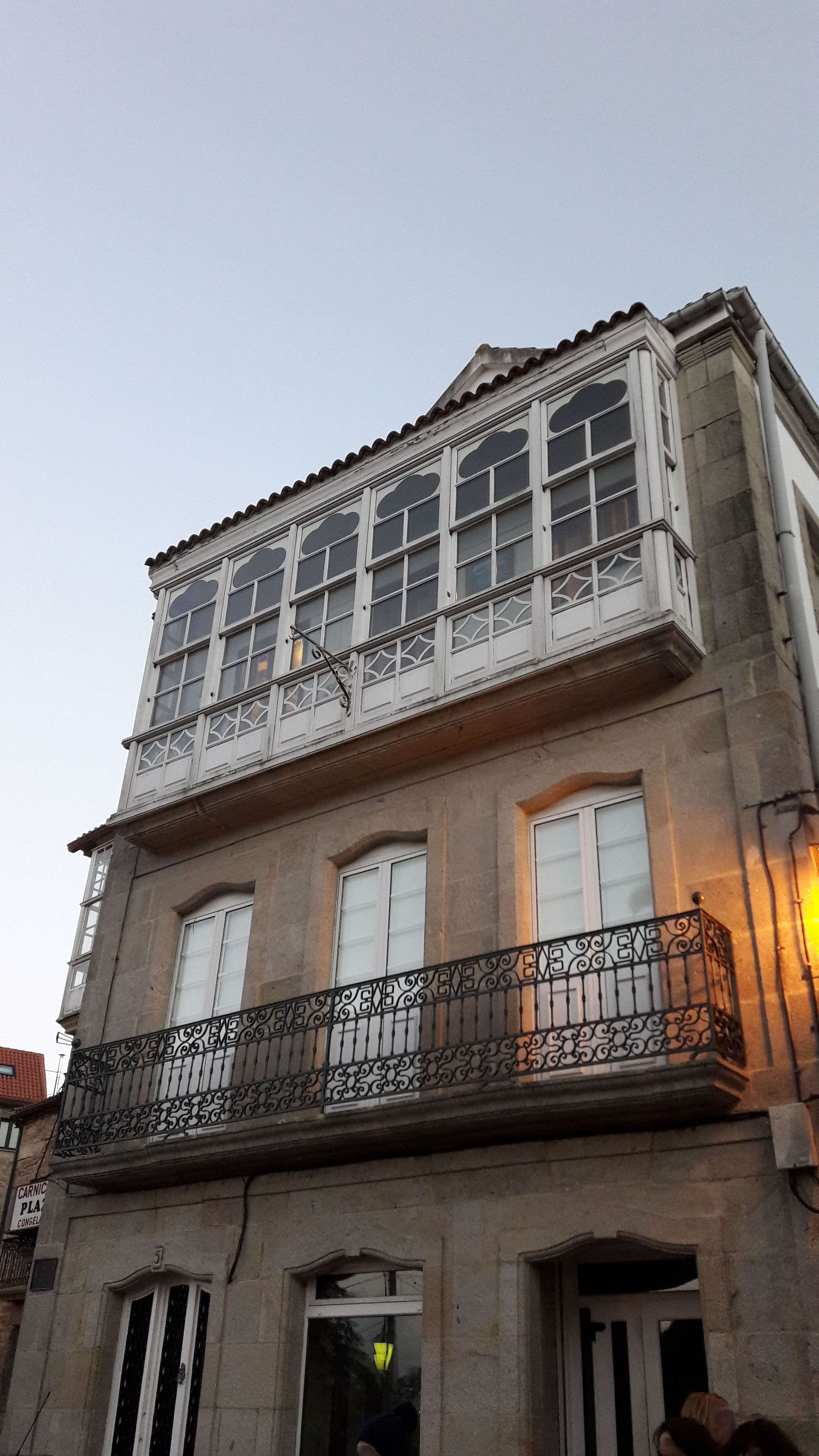
Місце народження Пласідо Кастро в Коркубіоні

Народився в сім'ї підприємця Пласідо Кастро та Євфрасії дель Ріо. У нього була сестра Ермітас, на дев'ять років старша. Коли йому було шість років, разом з батьками переїхав до Великобританії, де вони до 1911 року оселилися в Кардіффі . Батько займався вугільним бізнесом в Уельсі, який на той час був одним із найбільших гірничодобувних регіонів Великої Британії. Навчався у Сполученому Королівстві, спочатку в Кардіффі, а потім у місті Скарборо, де навчався до середньої школи. Потім переїхав до Глазго, де з 1918 по 1921 рік вивчав суднобудування в Університеті Глазго. Також додатково навчався в Королівському технічному коледжі в тому ж місті. На цьому університетському етапі він почав працювати перекладачем. Час до часу відвідував Галісію, прожвиваючи сезонами в місті Камбадос, де брав участь у культурних заходах. 
Згодом оселився в Лондоні, звідки в 1927 році почав співпрацювати з газетами El Pueblo Gallego та Informaciones, а також з близькими до Irmandades da Fala виданнями, такими як A Nosa Terra і Céltiga.

### Повернення до Галісії
У 1930 році повернувся до Галісії та незабаром почав співпрацювати з Irmandades da Fala. У грудні 1931 року став членом Установчої асамблеї Галегістської партії і був обраний до її Постійної ради. Його авторитет у Галегістській партії був таким, що на її III Асамблеї (1933) став членом, який отримав найбільшу кількість голосів на виборах до керівних органів партії, з 1654 голосами.

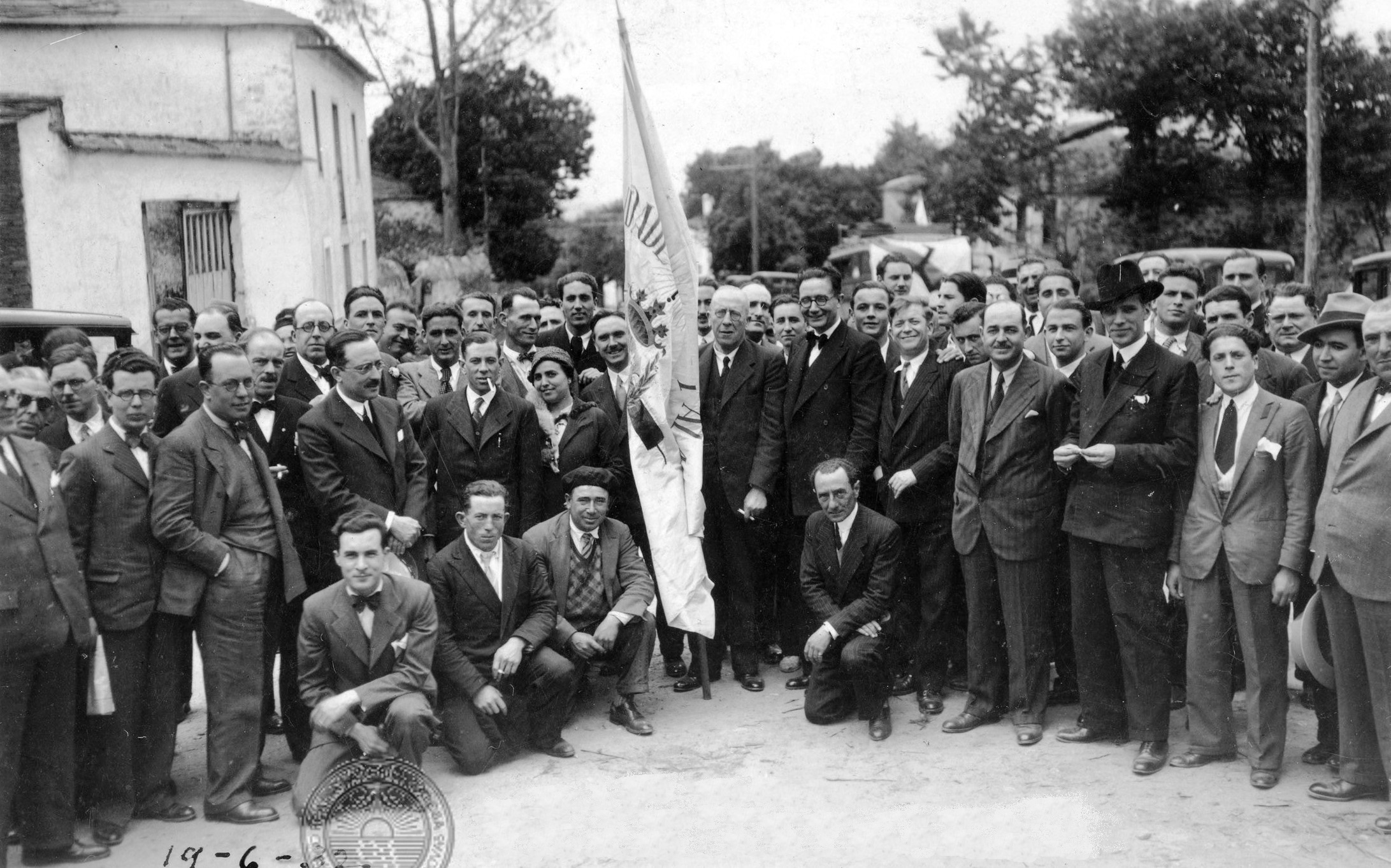
19 червня 1932 р. На цій груповій світлині серед інших, зображені: Рамон Вільяр Понте, Фернандес дель Рієго, Антон Вільяр Понте, Пласідо Кастро, Отеро Педрайо, Рамон Родригес Сомоса, Мануель Бейрас, Мануел Лугріс, Кастелао, Суарес Пікальо, Карлос Масіде та Алешандре Боведа.

У 1933 році узяв участь як представник Галісії у IX Конгресі європейських національностей, що відбувся в Берні, де Галісію було визнано нацією, що пізніше послужило Кастелау для захисту національної якості Галісії. La declaración institucional se presentó en gallego y en inglés, y en ella se declaró:
"O Partido Galeguista, partido nacional dos galegos, representado no parlamento español polos deputados Otero Pedraio, Castelao e Suárez Picallo, declara solemnemente (...) que conta con máis de dous millóns de almas e habita a totalidade do territorio de Galiza, é unha nación ben definida, que se diferencia claramente dos outros pobos que habitan España. A súa orixe, a súa historia, o seu idioma, e os seus costumes xustifican esta diferenza dunha maneira absoluta".

"O Partido Galeguista, partido nacional dos galegos, representado no parlamento español polos deputados Otero Pedraio, Castelao e Suárez Picallo, declara solemnemente (...) que conta con máis de dous millóns de almas e habita a totalidade do territorio de Galiza, é unha nación ben definida, que se diferencia claramente dos outros pobos que habitan España. A súa orixe, a súa historia, o seu idioma, e os seus costumes xustifican esta diferenza dunha maneira absoluta".

У 1936 році, під час воєнного перевороту проти республіки він був заарештований у Мухії та притягнутий до кримінальної відповідальності. Його засудили до повного позбавлення прав, вигнання на відстань понад сто кілометрів від Мухії та великого штрафу. У результаті цього він оселився в Корушо ( Віго ), де присвятив себе перекладам англійської поезії. У 1944 році він одружився з Хесусою Сінейро в Камбадосі, і від шлюбу народилося восьмеро дітей.

### Друге проживання у Сполученому Королівстві
Внаслідок накладеного позбавлення прав та диктатури він відправився у вигнання, спочатку до Португалії, а зрештою знову до Сполученого Королівства, де оселився в Лондоні. Там він шість років працював диктором-редактором BBC, де створив Галісійську програму, перше постійне радіомовлення галісійською мовою. У цей період він також співпрацював з такими газетами, як Jornal de Notícias в Порту, La Nación в Буенос-Айресі та Galicia Emigrante .

### Остаточне повернення до Галісії
Після скасування накладеного на нього позбавлення прав повернувся до Галісії; Він жив у Камбадосі та працював у Інституті праці Вілагарсіа, де працював учителем англійської мови. Газети, з якими він співпрацював у цей час, були Diario de Pontevedra, El Pueblo Gallego і, особливо, Faro de Vigo . Також брав активну участь у просуванні фестивалю Альбаріньо, у створенні паломництва вікінгів у Катойрі в 1961 році та Атенеуму Ульян.
У 1963 році журнал Grial опублікував свій переклад «Rubáyiát» Омара Хаяма з англійської версії Едварда Фіцджеральда, а в 1967 році, вже посмертно, нарис про В. Б. Єйтса.

## Твори

### Дивіться також
Бібліографія